# Frankrijk op het Eurovisiesongfestival 2020
Frankrijk zou deelnemen aan het Eurovisiesongfestival 2020 in Rotterdam, Nederland. Het zou de 63ste deelname van het land aan het Eurovisiesongfestival geweest zijn. France 2 was verantwoordelijk voor de Franse bijdrage voor de editie van 2020.

## Selectieprocedure
Op 1 december 2019 maakte de Franse openbare omroep de selectieprocedure voor het Eurovisiesongfestival van 2020 bekend. France 2 doekte de nationale preselectie op, en besloot om zowel kandidaat als lied via een interne selectie aan te wijzen. De openbare omroep koos ervoor om de nationale finale te laten vallen om meer controle te krijgen op de selectie en omdat de kijkcijfers van de preselectie alsook de Franse resultaten op het Eurovisiesongfestival de voorgaande jaren tegenvielen. De naam van de Franse kandidaat werd op 14 januari 2020 vrijgegeven. Het ging om Tom Leeb. Het nummer waarmee hij naar Rotterdam zou trekken, werd op 16 februari 2020 gepresenteerd. Het kreeg als titel The best in me.

## In Rotterdam
Als lid van de vijf grote Eurovisielanden zou Frankrijk automatisch deelnemen aan de grote finale, op zaterdag 16 mei 2020. Het Eurovisiesongfestival 2020 werd evenwel geannuleerd vanwege de COVID-19-pandemie.
1956 · 1957 · 1958 · 1959 · 1960 · 1961 · 1962 · 1963 · 1964 · 1965 · 1966 · 1967 · 1968 · 1969 · 1970 · 1971 · 1972 · 1973 · 1974 · 1975 · 1976 · 1977 · 1978 · 1979 · 1980 · 1981 · 1982 · 1983 · 1984 · 1985 · 1986 · 1987 · 1988 · 1989 · 1990 · 1991 · 1992 · 1993 · 1994 · 1995 · 1996 · 1997 · 1998 · 1999 · 2000 · 2001 · 2002 · 2003 · 2004 · 2005 · 2006 · 2007 · 2008 · 2009 · 2010 · 2011 · 2012 · 2013 · 2014 · 2015 · 2016 · 2017 · 2018 · 2019 · 2020 · 2021 · 2022 · 2023 · 2024 · 2025
Albanië · Armenië · Australië · Azerbeidzjan · België · Bulgarije · Cyprus · Denemarken · Duitsland · Estland · Finland · Frankrijk · Georgië · Griekenland · Ierland · IJsland · Israël · Italië · Kroatië · Letland · Litouwen · Malta · Moldavië · Nederland · Noord-Macedonië · Noorwegen · Oekraïne · Oostenrijk · Polen · Portugal · Roemenië · Rusland · San Marino · Servië · Slovenië · Spanje · Tsjechië · Verenigd Koninkrijk · Wit-Rusland · Zweden · Zwitserland